# Chimarra strongyla
Chimarra strongyla är en nattsländeart som beskrevs av Roger J. Blahnik 1998. Chimarra strongyla ingår i släktet Chimarra och familjen stengömmenattsländor. Inga underarter finns listade i Catalogue of Life.